# Marqués de Leganés

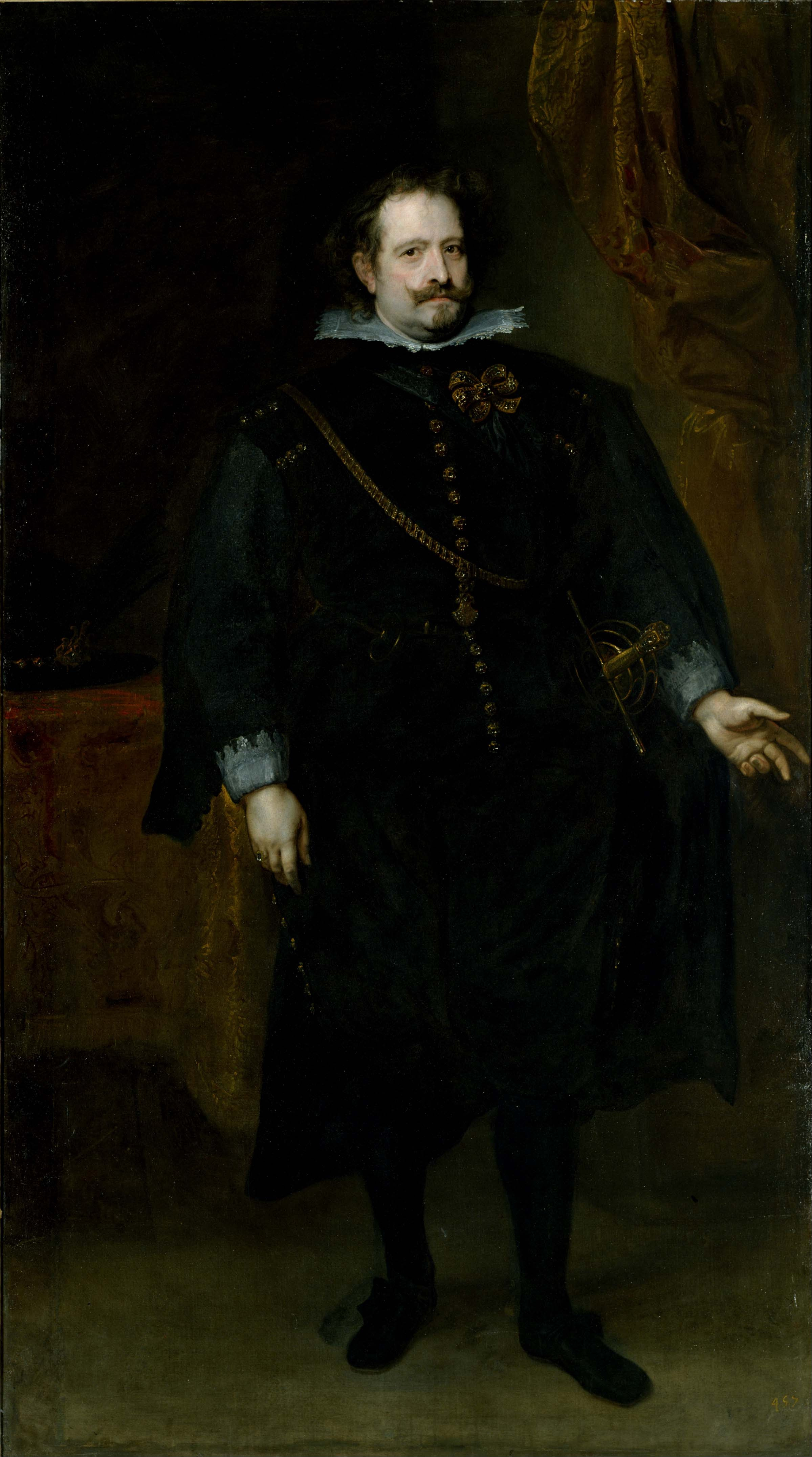
Diego Mexía Felípez de Guzmán, 1e markies van Legnanés, door Antoon van Dyck (ca. 1634)

Marqués de Leganés is een sinds 1627 bestaande Spaanse adellijke titel.

## Geschiedenis
Op 22 juni 1627 werd de titel van markies van Leganés gecreëerd door Filips IV van Spanje voor de militair en politicus Diego Mexía Felípez de Guzmán (ca. 1580-1655); op 12 mei 1640 volgde de verlening aan deze titel van Grandeza de España. De titel is vernoemd naar de plaats Leganés. De titel ging vervolgens over naar de geslachten Osorio de Moscoso, De Bauffremont en in 1959 naar Barón, in welk laatste geslacht de titel zich nog steeds bevindt.
Huidig titeldrager is na het overlijden van zijn vader, Leopoldo Barón y Osorio de Moscoso (1920-1974), sinds 15 maart 1976 de in Mexico wonende Gonzalo Barón y Gavito (1948), tevens drager van de titels van Duque de Sessa, Marqués de Morata de la Vega, Marqués del Pico de Velasco de Angostina en Conde de Altamira.
Zijn dochter Adelaide Barón Carral (1977) verkreeg via hem op 9 juli 2004 de in 1708 gecreëerde titel van Duque de Atrisco, G. de E.